# Jacques Gamelin
Pour les articles homonymes, voir Gamelin (homonymie).
Jacques Gamelin est un peintre et graveur français né à Carcassonne le 3 octobre 1738 et mort dans la même ville le 12 octobre 1803.

## Biographie
Fils d'un marchand de drap, il commence sa formation d'artiste à Toulouse auprès de Jean-Pierre Rivalz puis continue à Paris dans l'atelier de Jean-Baptiste Deshays de Colleville. En 1763 et 1764, il participe à des concours de peinture sans grand succès. Son protecteur, le baron de Puymaurin, l'encourage et l'envoie en Italie où il séjourne à Rome de 1765 à 1774 et rencontre de nombreux artistes.
Il trouve son style dans les scènes de batailles et gagne le 1er prix du modèle vivant de l’Accademia di San Luca à Rome en 1771. Durant cette même année, il épouse Giulia Tridix dont il aura cinq enfants. En 1772, il réalise le plafond des galeries du palais Rondanini (it) au Corso où l'on peut encore admirer une voûte peinte à la détrempe dans la grande galerie (dans les 20 x 6 m), illustrant la chute de Phaéton. En 1773, il rentre à Toulouse, au chevet de son père mourant. Il s'installe puis expose à Toulouse en 1774 plusieurs œuvres ramenées de Rome. Il débute de grands tableaux pour la collégiale Saint-Vincent de Montréal dans l'Aude en  1777 et pour l'abbaye de Fontfroide en 1779 (aujourd'hui conservés dans la chapelle de l'Hôtel-Dieu de Narbonne).
Il se consacre ensuite à la rédaction de son recueil d'ostéologie et de myologie mais cela est un échec,. En 1780, Jacques Gamelin prend la direction de l'Académie de Montpellier où il fonde une école de dessin qui aura beaucoup de mal à survivre. En 1783, il s'installe à Narbonne après avoir abandonné son poste par découragement. Il peint tant bien que mal et produit de nombreuses œuvres notamment de camaïeux bleu et blanc. Lors de la Révolution française, il est commissaire et fait partie de la société populaire et républicaine des sans-culottes de Narbonne. Il joue un rôle important lors de la célébration des prises de Nice et Chambéry. Il sauve de nombreuses œuvres religieuses et propose à la ville de Narbonne de créer un musée mais le projet ne verra pas le jour. En 1795, la ville de Carcassonne crée une école centrale et Jacques Gamelin est nommé professeur le 9 juin 1796.
Il termine son œuvre inspiré par les grandes batailles de Bonaparte. Il meurt à Carcassonne le 12 octobre 1803 et est inhumé au cimetière Saint-Michel de Carcassonne.
Il aurait eu pour élève Jacques Lavallée.

## Œuvres

### France
Dans sa ville natale, son buste par Falguière est visible dans le hall d'entrée du musée des Beaux-Arts de Carcassonne qui, sous l'impulsion de Jean Alboize, lui consacre une salle à son nom et conserve l'une des plus importantes collections de ses œuvres enrichie régulièrement d'acquisitions par la municipalité, de dons des associations des Amis de la ville et de la Cité et de celle des Amis du musée. L'église Saint-Vincent abrite neuf tableaux dont quatre peints vers 1778, représentants L'invention de la Sainte-Croix. L'hôtel de Murat, siège de la Chambre de commerce et d'industrie de l'Aude à Carcassonne, conserve en dépôt du Musée des beaux-arts, L'allocution de Constantin à ses soldats. Le trésor de la cathédrale Saint-Michel, expose plusieurs œuvres dont Moïse à la bataille de Raphidim, Le serpent d'airain et L'entrée triomphale de Constantin à Rome.
Le musée d'art et d'histoire de Narbonne possède onze tableaux de sa main, ainsi qu'une soixantaine de dessins, issus de carnets de croquis ou encore préparatoires à des compositions (cycle de la vie de Saint Louis). Des œuvres sont aussi conservées dans divers monuments de la ville : cinq tableaux représentant l'Assomption de la Vierge, l'Apothéose de saint Joseph, Saint Charles Boromée distribuant le viatique dans les rues de Milan, Saint Augustin défendant le mystère de l'incarnation devant une réunion d'évêques et Jésus prêchant sur la montagne dans l'église Saint-Paul de Narbonne. Huit tableaux monumentaux, initialement destinés à la chapelle des Pénitents bleus et au réfectoire de l'Abbaye de Fontfroide sont conservés dans la chapelle de l'Hôtel Dieu, ancienne chapelle des Pénitents blancs.
Enfin, un tableau représentant la Lapidation de saint Étienne se trouve dans la cathédrale de Narbonne.
Un grand  ex-voto commandé au peintre par la communauté des pêcheurs en 1797 est visible dans l'église Notre-Dame de l’Assomption à Gruissan.
Un tableau représentant la Lapidation de Saint Étienne se trouve dans l'église de Pépieux
Dans le chœur de l'église Saint-Paul de Puisserguier, deux de ses tableaux ont été restaurés en 2010 : il s'agit de Saint Paul sur le chemin de Damas et La guérison de saint Paul par Ananie.
Le musée Hyacinthe Rigaud de Perpignan possède plusieurs tableaux de Gamelin dont un Christ expirant et le portrait de Jean Baptiste Frion.
Le musée Fabre à Montpellier, possède une huile sur toile, Le Buveur et sa famille, une gouache bleue et blanche exécutée vers 1780, représentant Ménélas perçant de sa lance le cou d'Euphorbe .Cette dernière a fait partie de l'exposition Génération, en Révolution présentée au Musée Cognacq-Jay à Paris en 2019.
Le musée des beaux-arts de Béziers possède plusieurs tableaux: Patriarche donnant le voile à une vestale, L’accordée du village, Titus accordant la  liberté à des prisonniers, Sainte Marie-Madeleine pénitente et une œuvre illustrant un Épisode de l’armée des Pyrénées en 1794.
Le musée des Augustins de Toulouse possède plusieurs œuvres dont deux beaux et grands dessins au lavis ayant pour sujet : l'un Achille traînant le corps d'Hector autour des remparts de Troie ; l'autre Ulysse massacrant les prétendants de sa femme ainsi que les tableaux L'orgie et Tête de vieillard. Le musée Paul-Dupuy conserve de nombreux dessins dont celui de L'incendie du temple de Vesta.
Le musée Ingres-Bourdelle à Montauban, présente le tableau représentant une Famille de paysans dans un intérieur.
Le Musée des Beaux-Arts de Bordeaux possède Le départ d'Abradate pour le combat (1793).
Le musée de la Révolution française à Vizille dans l'Isère conserve de nombreuses estampes et gravures.
Le musée d'Art Roger-Quilliot à Clermont-Ferrand, possède trois de ses chefs-d'œuvre, La marchande d'amours, Incendie dun monastère et Antiochus et Statonice.
Le musée de Picardie à Amiens, possède La Mort de Caton d'Utique (1785).
Le musée des Beaux-Arts d'Orléans, expose Andromaque pleurant sur les cendres d'Hector et Le supplice d'une vestale (1798).
Le département des peintures du musée du Louvre, à Paris conserve un Choc de cavalerie et L'évanouissement. Celui des arts graphiques de nombreux dessins.

### États-Unis
Le département des dessins et peintures du Metropolitan museum of art de New-York, possède trois œuvres dont une gouache représentant L'enlèvement des sabines.

### Dessins
- La Continence de Scipion, pinceau, encre noire, lavis gris et rehauts de gouache blanche sur papier lavé de gris, 50,2 x 64,9 cm[21]. Paris, Beaux-Arts de Paris[22]. De cet épisode légendaire de la libération des esclaves des Carthaginois, où Scipion renonce à son butin de guerre en rendant une jeune princesse d'une grande beauté à son fiancé, Gamelin compose une frise qui s'inspire de bas reliefs de la colone Trajane. Face à l'empereur assis sur une estrade, la prisonnière et son fiancé sont isolés par un halo de lumière.
- Scène de bataille, plume, encre bleue, lavis d'encre bleue et rehauts de blanc sur papier bleu, 29.5 x 41.6 cm[23]. Paris, Beaux-Arts[24].

### Galerie

Œuvres de Jacques Gamelin
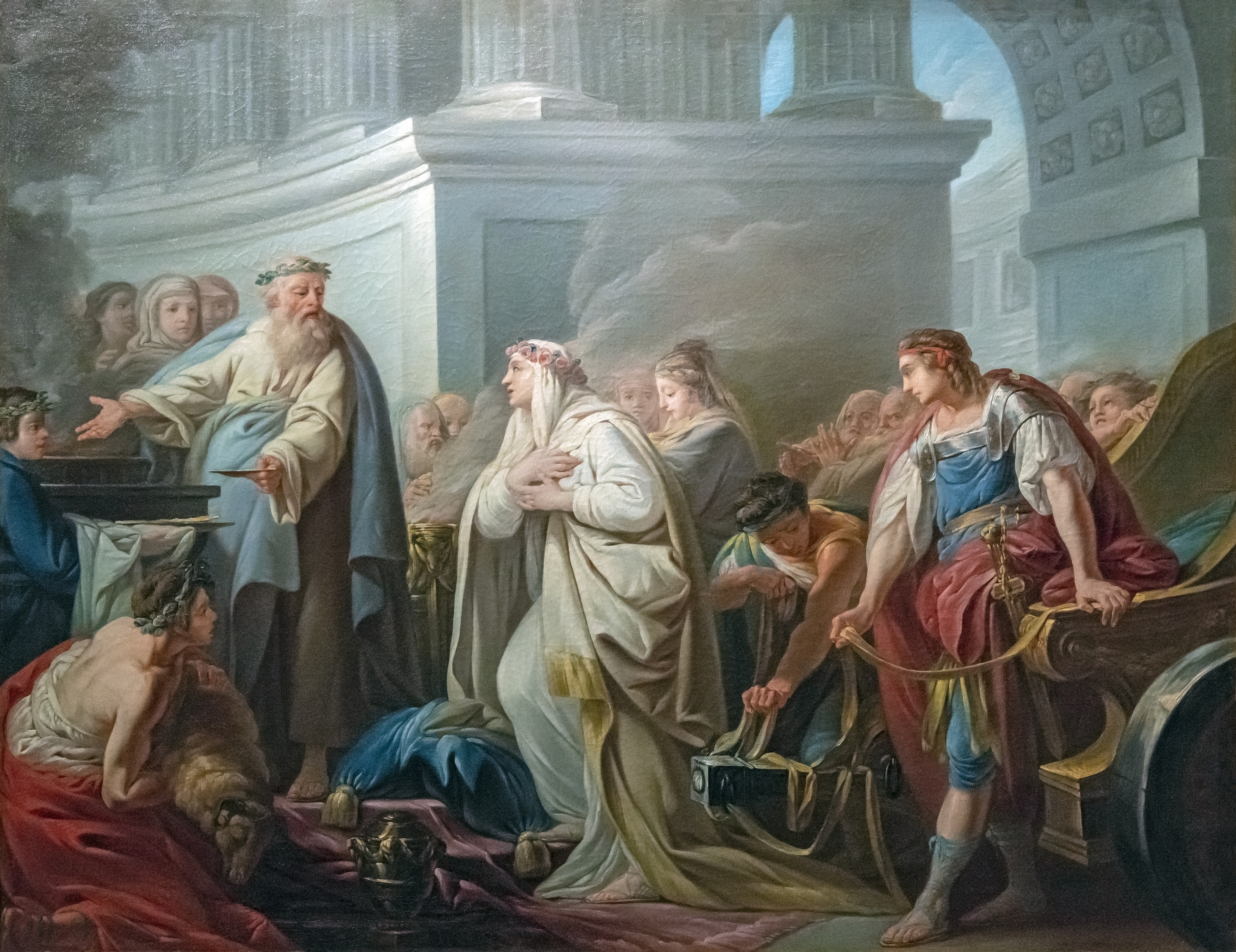
La piété filiale de Cléobis et Biton Musée des beaux-arts de Carcassonne
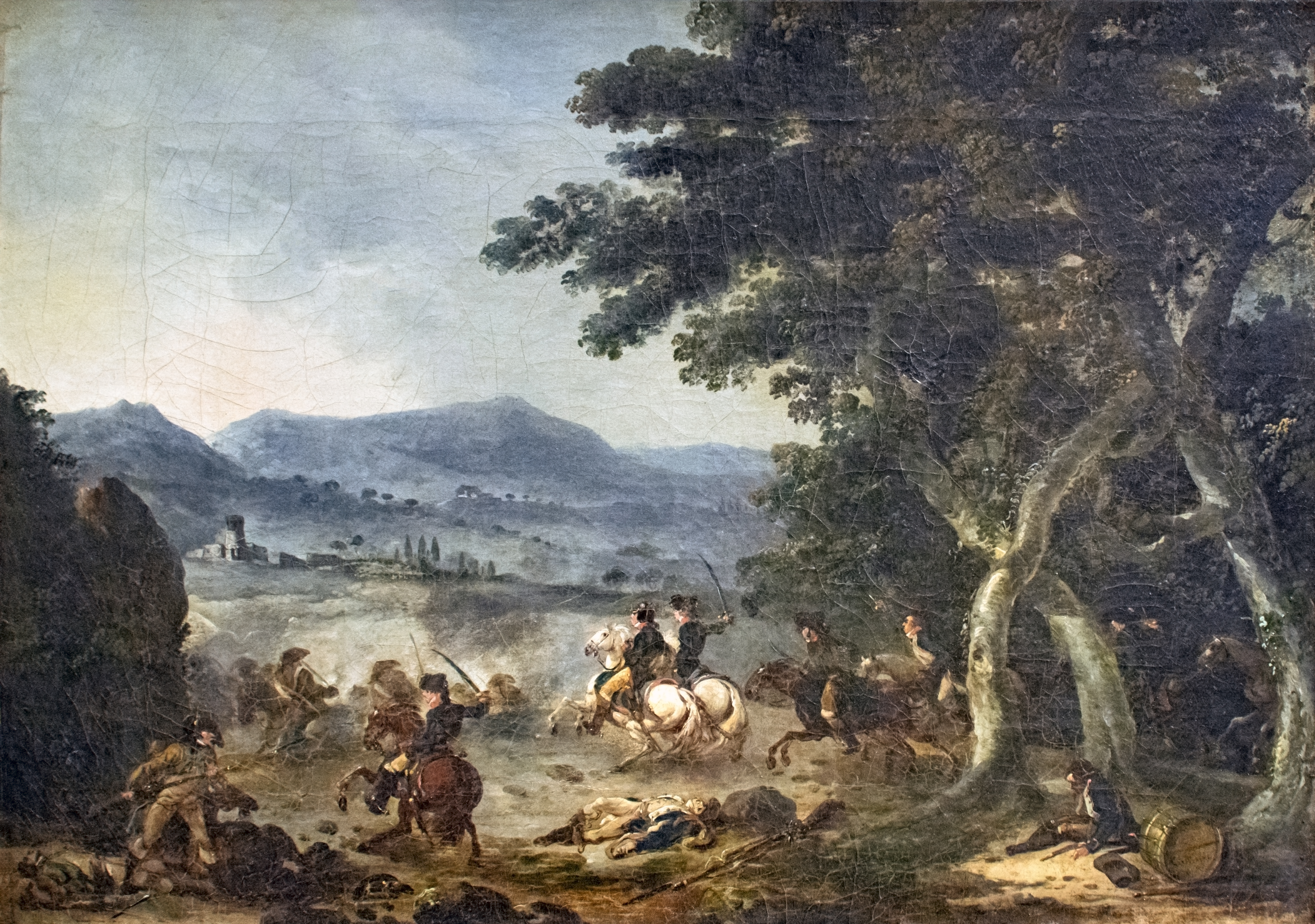
Choc de cavalerie Musée des beaux-arts de Carcassonne
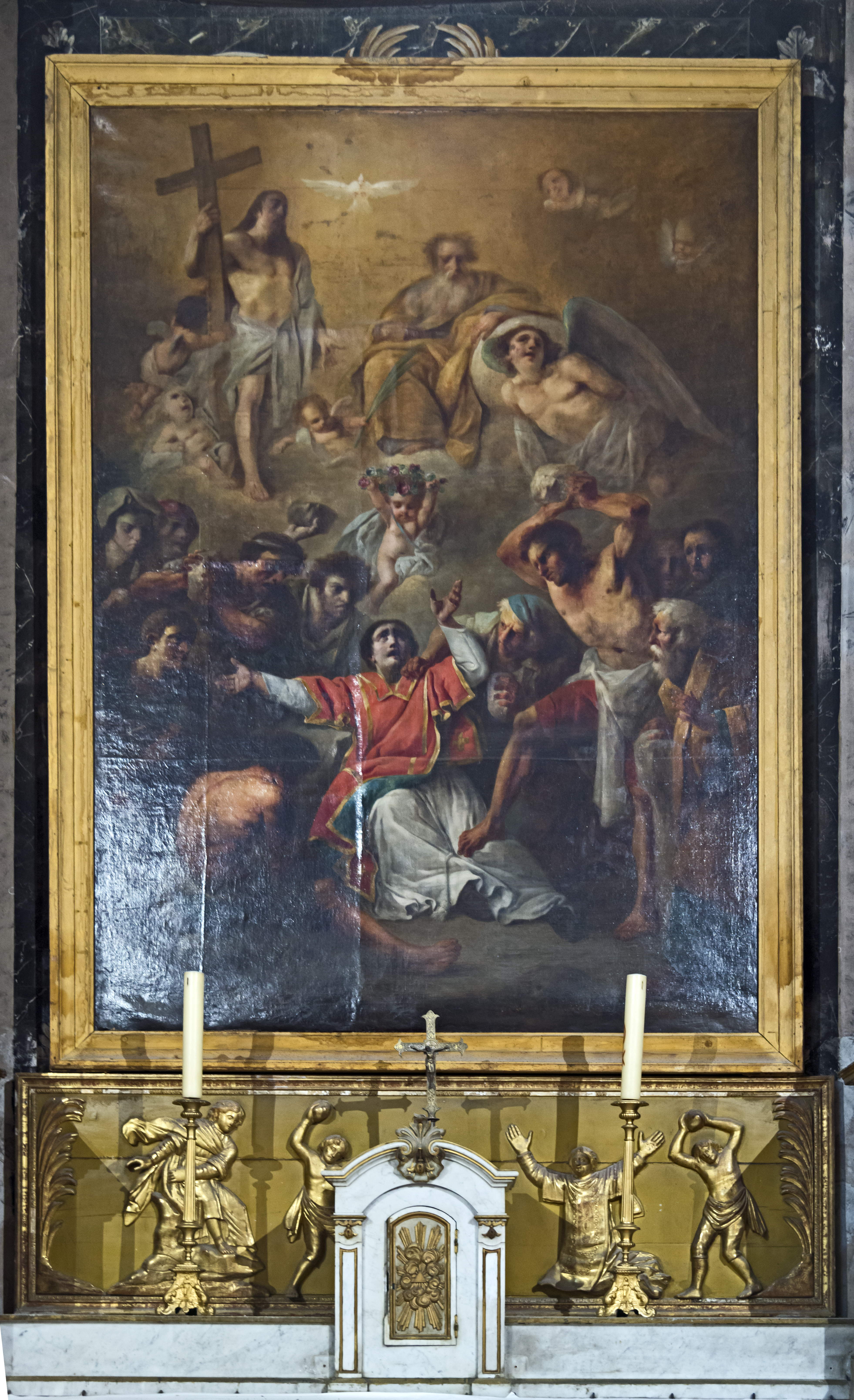
La lapidation de saint Étienne Cathédrale Saint-Just Narbonne
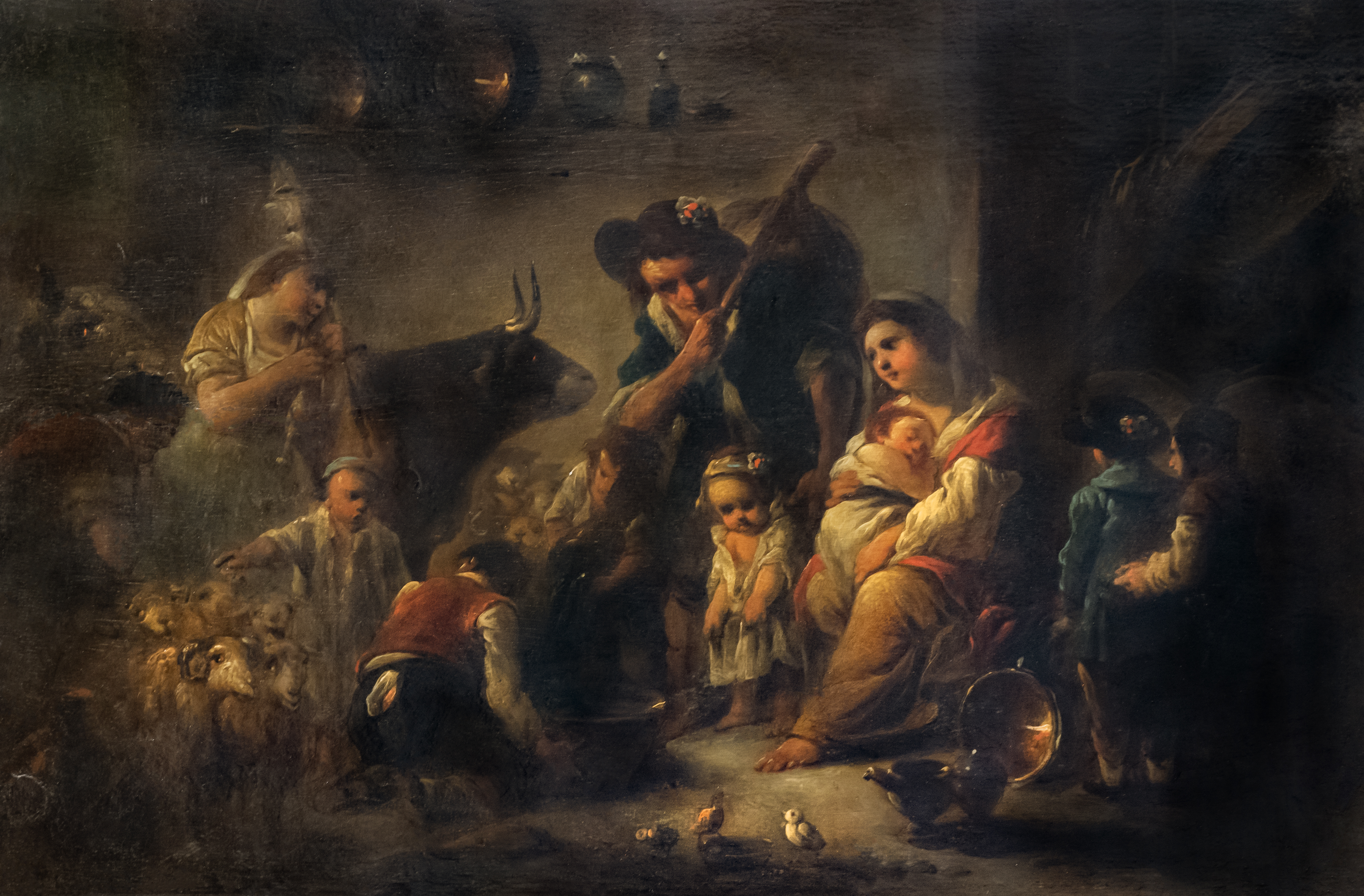
Famille de paysans dans un intérieur Musée Ingres-Bourdelle Montauban
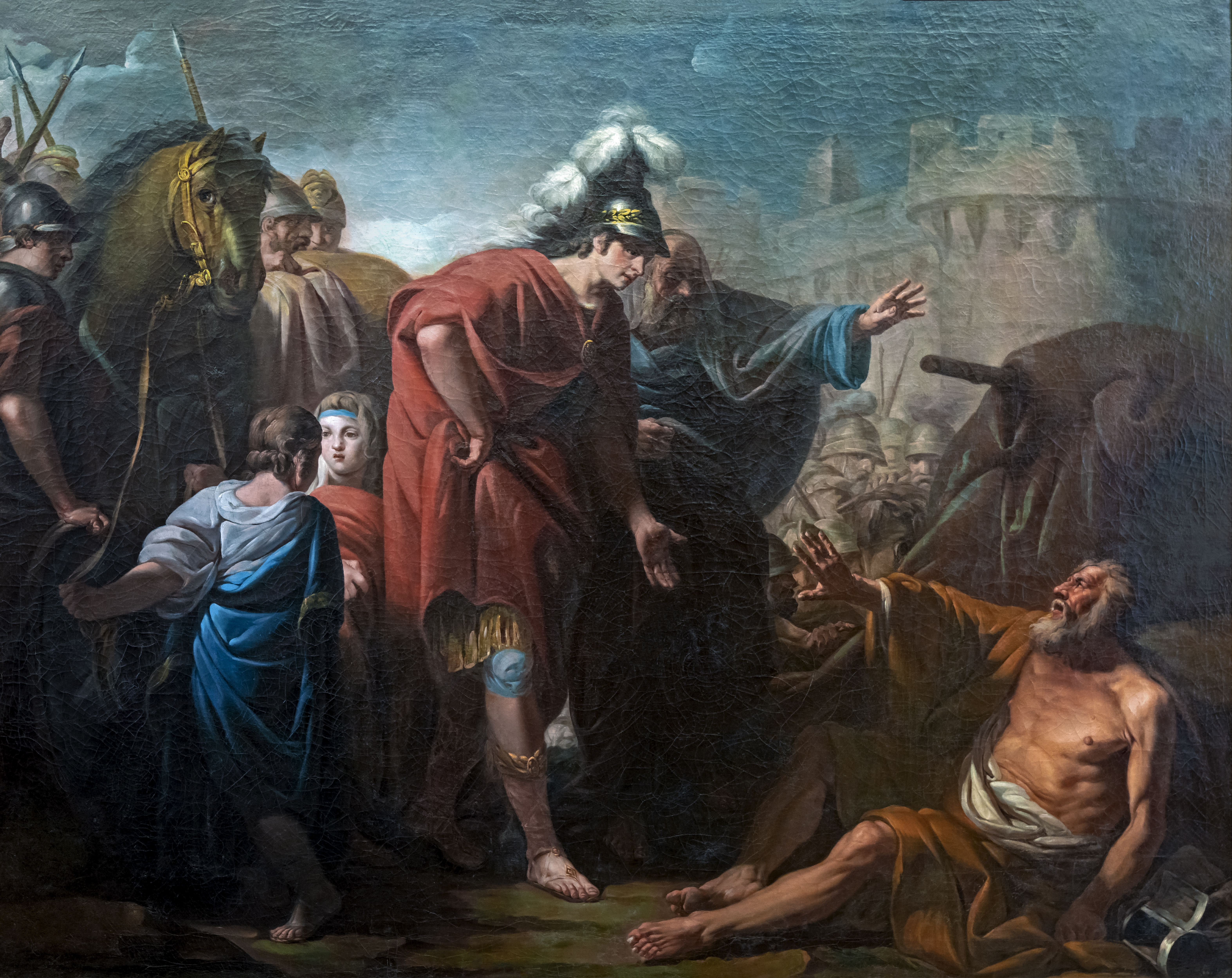
Alexandre et Diogène Musée des beaux-arts de Carcassonne
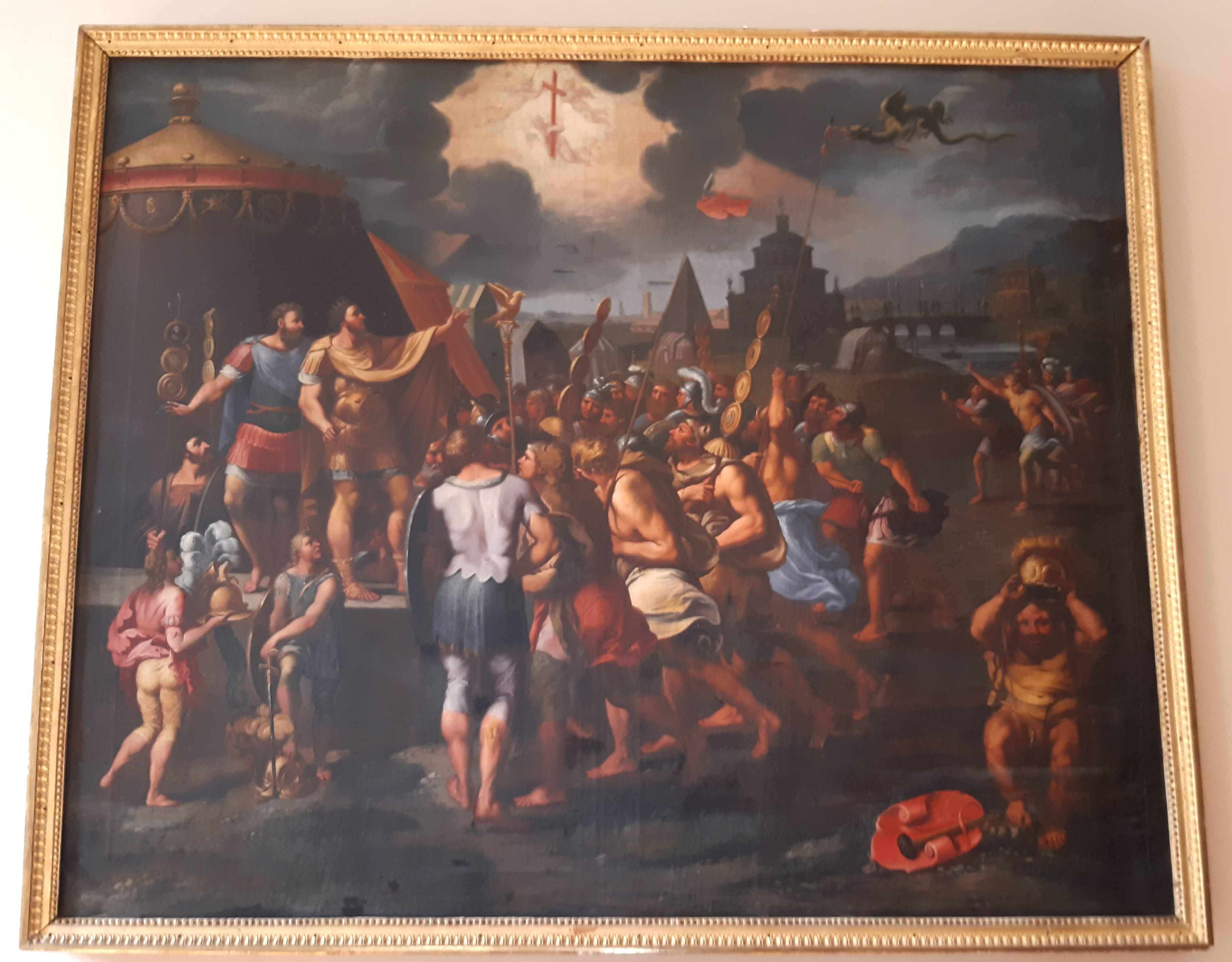
Allocution de Constantin à ses soldats. Chambre de commerce et d'industrie de l'Aude.
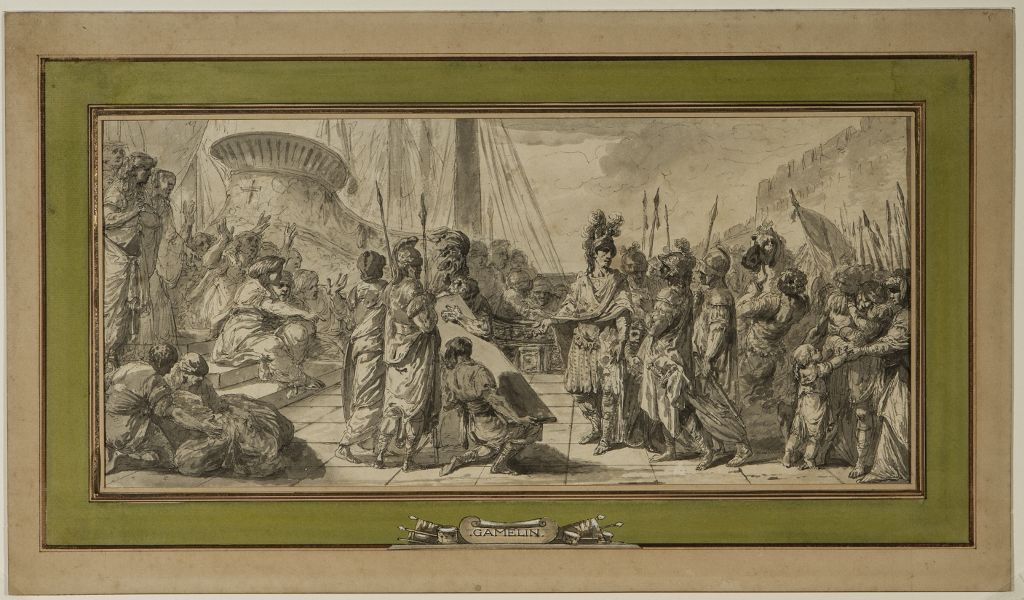
L'embarquement de Saint Louis à Aigues Mortes. Musée d'art et d'histoire de Narbonne.
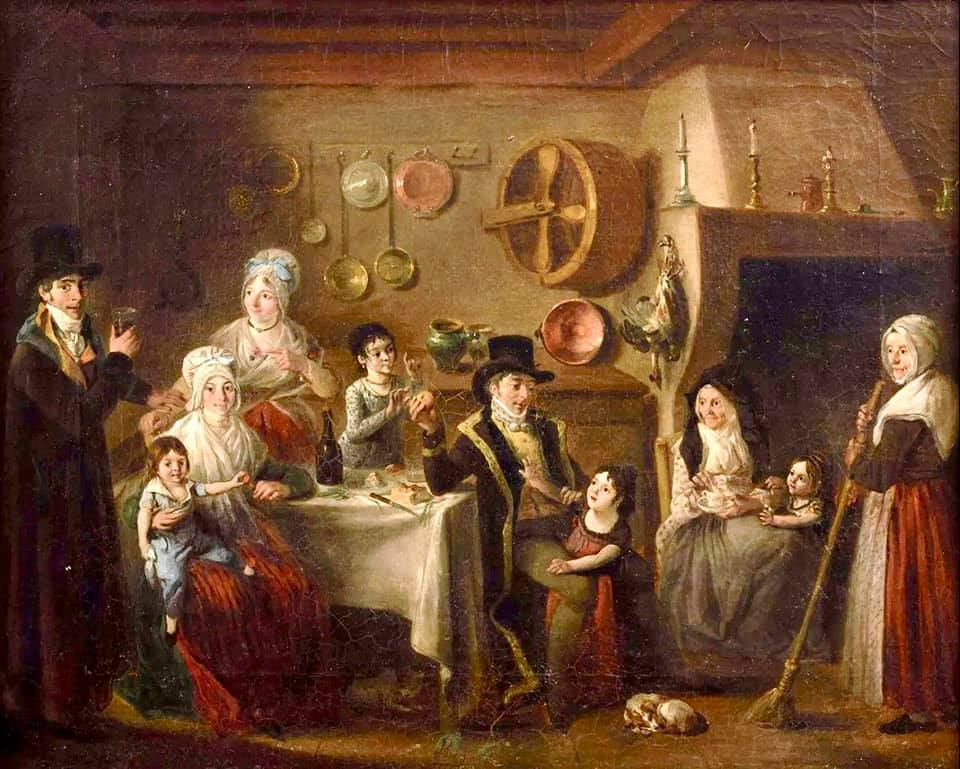
Portrait de la famille Guillard (1800). Musée des beaux-arts de Carcassonne
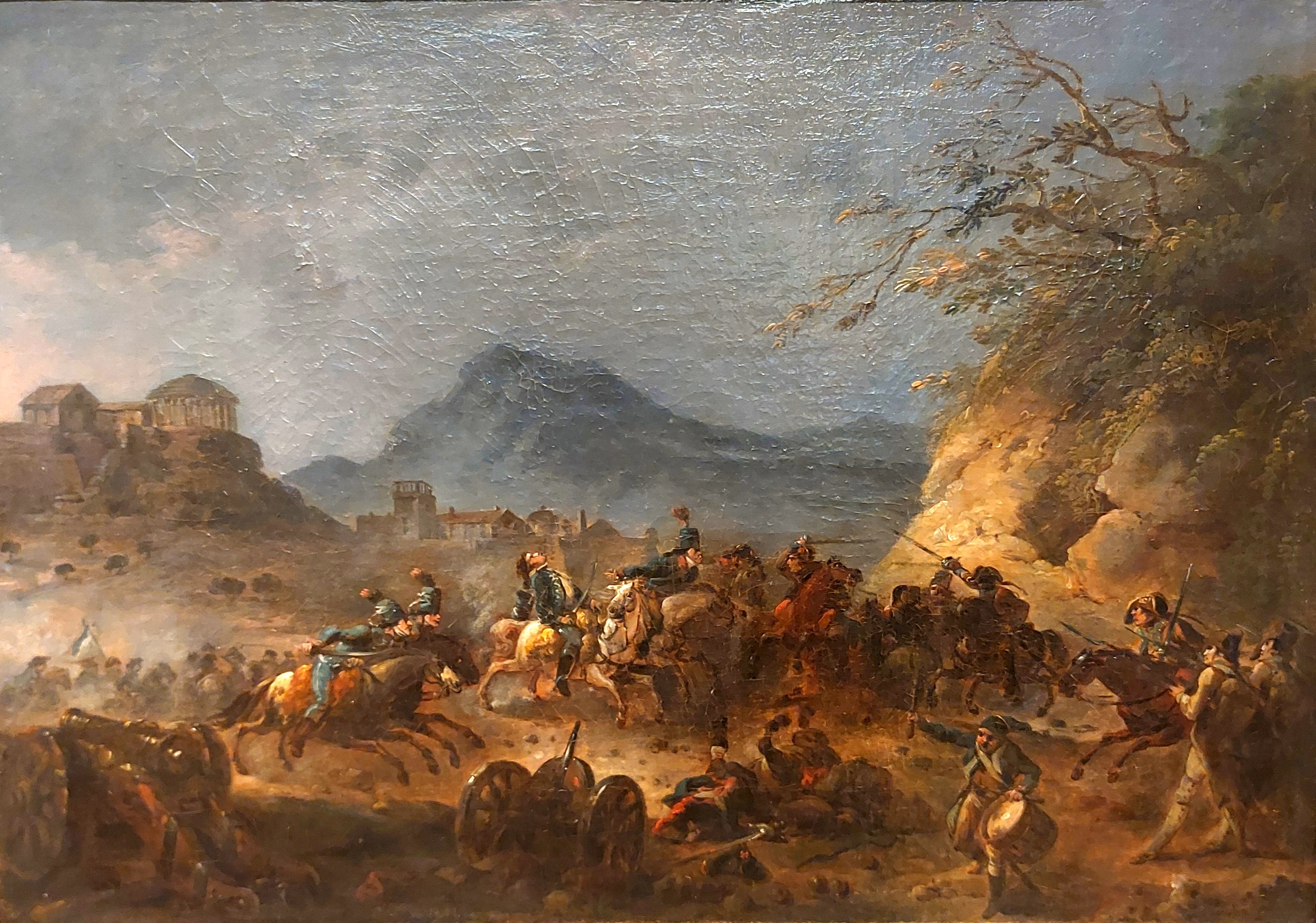
La guerre du Roussillon. Musée des beaux-arts de Carcassonne

## Expositions
- Musée des beaux-arts de Carcassonne, Jacques Gamelin, le nouveau recueil d'ostéologie et de myologie, du 21 octobre 2017 au 20 janvier 2018[25].
- Musée des beaux-arts de Carcassonne, Jacques Gamelin, peintre des batailles (1738-1803), du 13 juin au 14 septembre 2003.
- Musée des beaux-arts de Carcassonne, Jacques Gamelin (1738-1803) et les peintres de son temps, du 2 juillet au 2 octobre 1999.
- Galerie Joseph Hahn, Jacques Gamelin, exposition au 36 rue de Berri, Paris 75008, du 16 mai au 30 juin 1979.
- Musée municipal de Carcassonne, Jacques Gamelin (1738-1803) en 1938.

## Postérité
Carcassonne, Toulouse, Narbonne et Perpignan l'honorent par une rue portant son nom.

### Publication
- Nouveau recueil d'ostéologie et de myologie, dessiné d'après nature par Jacques Gamelin de Carcassonne, professeur de peinture, de l'Académie de Saint Luc de Rome. Pour l'utilité des sciences et des arts, divisé en deux parties. Dédié à M. le baron de Puymaurin, des académies royales des sciences, inscriptions, & belles-lettres de Toulouse & de Nîmes, & de la Société des arts de Montpellier, Toulouse, imprimerie Desclassan, 1779 (lire en ligne) avec la collaboration de Jacques Lavallée (graveur sur métal).

### Catalogues d'expositions
- Musée des beaux-arts de Carcassonne, catalogue de l'exposition Jacques Gamelin, le nouveau recueil d'ostéologie et de myologie, 95 p., Imprimerie Sepec, Peronnas 2017.
- Marie-Noëlle Maynard, Olivier Michel, Michel Cadé, catalogue de l'exposition, Gamelin, peintre des batailles, 1738-1803, 95.p, Carcassonne 2003.
- Jérôme Montcouquiol et Guy Durbet, Le Temple décadaire de Perpignan, dans le catalogue de l’exposition Jacques Réattu sous le signe de la Révolution, Vizille, musée de la Révolution française, 30 juin-2 octobre 2000, p. 99 à 120.
- Marie-Noëlle Maynard, Michel Olivier, catalogue de l'exposition, Jacques Gamelin (1738-1803) et les peintres de son temps, 77.p, Imprimerie Sival, Carcassonne 1999.
- Musée des beaux-arts de Carcassonne, Jacques Gamelin, 134 p., Imprimerie MV Graphic, Carcassonne, 1990.
- Joseph Hahn, Jacques Gamelin, catalogue de l'exposition consacré au peintre à la galerie Hahn du 16 mai au 30 juin 1979, 68.p. Imprimerie J.Hiver S.A, Paris 1979.
- Simone Mouton, Jacques Gamelin 1738-1803, catalogue de l'exposition présentée au Musée Municipal de Carcassonne. Imprimerie Gabelle Carcassonne 1938.